# Gibbaria scabra
Gibbaria scabra là một loài thực vật có hoa trong họ Cúc. Loài này được (Thunb.) Norl. mô tả khoa học đầu tiên năm 1943.